# 부안 사산리 와요지
부안 사산리 와요지(扶安 士山里 瓦窯址)는 대한민국 전북특별자치도 부안군 주산면 사산리에 있는 와요지이다. 1979년 12월 27일 전라북도의 기념물 제40호로 지정되었다.

## 개요
요지는 자기나 기와, 그릇들을 만들어 굽던 가마터를 말한다.
현재 입구는 완전히 파괴되고 내부는 흙으로 메워져 있어 구조를 확인할 수 없으며, 바닥은 모래로 다진 듯하다. 가마터 주변에 흩어져 있는 기와조각들로 보아 고려 중기의 것으로 보이나 확실치는 않다.

## 참고 자료
- 사산리와요지 - 국가유산청 국가유산포털